# Прибрежный (Оренбургская область)
Прибре́жный — посёлок в Домбаровском районе Оренбургской области. Входит в состав Домбаровского поссовета.

## История
В 1966 году указом Президиума Верховного Совета РСФСР посёлок фермы № 1 совхоза «Домбаровский» переименован в Прибрежный.

## Население
| 2010 |
| ---- |
| 357  |

## Улицы
- ул. Набережная,
- ул. Новая,
- ул. Совхозная,
- ул. Строителей,
- ул. Центральная.